# Nike di Peonio
La Nike di Peonio, conosciuta anche come Nike in volo, è una statua in marmo pario realizzata da Peonio di Mende, alta 216 cm e databile al 425-420 a.C. circa. È conservata nel Museo archeologico di Olimpia.

## Storia

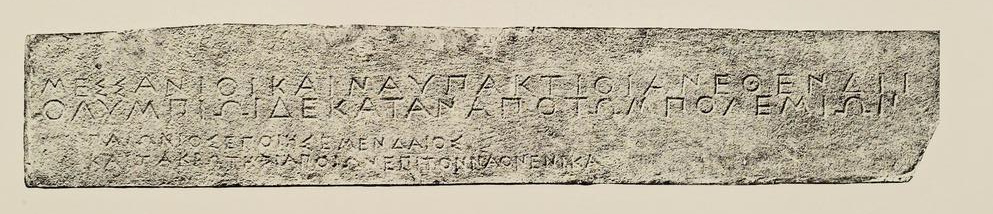
Iscrizione sulla base della Nike

Come indicato dall’iscrizione ancora leggibile sulla base:

"Μεσσάνιοι καὶ Ναυπάκτιοι ἀνέθεν Διὶ / Ολυμπίωι δεκάταν ἀπὸ τῶν πολεμίων
Παιώνιος ἐποίησε Μενδαῖος / καὶ τἀκρωτήρια ποιῶν ἐπὶ τὸν ναὸν ἐνίκα"

“I Messeni ed i Naupatti dedicarono questa statua a Zeus Olimpio come decima del bottino di guerra. La realizzò Peonio di Mende, che vinse la competizione per scolpire gli acroteri sul tempio di Zeus”

L’opera, che si trovava di fronte al tempio di Zeus in cima ad un pilastro alto 9 metri, era infatti stata voluta da due dei popoli vincitori della battaglia di Sfacteria, combattuta contro gli Spartani. Per questo la scultura rappresenta Nike, la dea greca della vittoria. Sarebbe divenuta un modello per raffigurazioni analoghe, come la celebre Nike di Samotracia.
Venne ritrovata in occasione degli scavi condotti ad Olimpia nel 1875-1876. Dai tanti frammenti raccolti si riuscì a ricostruire gran parte dell’originale, anche se attualmente mancano ancora il volto, il collo, le ali, gli avambracci, parte della gamba sinistra, alcune dita dei piedi e diverse sezioni del vestito.

## Descrizione e stile
La dea viene colta nell’atto di planare a terra: in origine con la mano sinistra doveva tenere un lembo dell’himation gonfiato dal vento. Il rapido movimento schiaccia anche il peplo contro il corpo di cui si indovinano chiaramente le forme, esaltate dalla tecnica del cosiddetto “panneggio bagnato”, mentre gamba e seno sinistro sono lasciati nudi nell’impeto del volo. Questo stile di rappresentazione della veste ha fatto assegnare lo scultore all’ambito postfidiaco ed allo “stile ricco”.
La superficie della statua era dipinta e i colori originali dovevano accentuare l’effetto di chiaroscuro. Sotto i suoi piedi era visibile un’aquila (animale sacro a Zeus) in volo laterale.